# مروارید سفید
مروارید سفید (نام علمی: Symphoricarpos albus) نام یک گونه از تیره آقطیان است.